# Мачнев, Афанасий Гаврилович
Афанасий Гаврилович Мачнев (1918—1991) — капитан Рабоче-крестьянской Красной Армии, участник Великой Отечественной войны, Герой Советского Союза (1943).

## Биография
Афанасий Мачнев родился 19 февраля 1918 года в селе Солдатское (ныне — Острогожский район Воронежской области). Окончил десять классов школы. В 1937 году Мачнев был призван на службу в Рабоче-крестьянскую Красную Армию. В 1940 году он окончил Энгельсскую военную авиационную школу лётчиков. С сентября 1941 года — на фронтах Великой Отечественной войны.
К апрелю 1943 года старший лейтенант Афанасий Мачнев командовал эскадрильей 566-го штурмового авиаполка (277-й штурмовой авиадивизии, 1-й воздушной армии, Западного фронта). К тому времени он совершил 150 боевых вылетов на штурмовку скоплений боевой техники и живой силы противника, нанеся ему большие потери, в воздушных боях сбил 3 вражеских самолёта.
Указом Президиума Верховного Совета СССР от 24 августа 1943 года за «образцовое выполнение боевых заданий командования по уничтожению живой силы и техники противника и проявленные при этом мужество и героизм» старший лейтенант Афанасий Мачнев был удостоен высокого звания Героя Советского Союза с вручением ордена Ленина и медали «Золотая Звезда» за номером 1079.
После окончания войны в звании капитана Мачнев был уволен в запас. Вернулся в Солдатское. Скончался 10 мая 1991 года.

## Награды
Был также награждён двумя орденами Красного Знамени, орденами Отечественной войны 1-й степени и Красной Звезды, рядом медалей.